# Tomiichi Murayama
Tomiichi Murayama (村山 富市 Murayama Tomiichi, 3 de març de 1924) és un polític japonès que va exercir de 81è primer ministre del Japó, des del 30 de juny de 1994 fins a l'11 de gener de 1996.
Va ser líder del Partit Social Demòcrata del Japó (fins a 1996 el Partit Socialista del Japó) i després de gairebé 50 anys d'hegemonia del Partit Liberal Democràtic, des de l'època de Tetsu Katayama, va ser el primer socialista que es convertia en Primer Ministre japonès. És reconegut per haver llegit el discurs «En ocasió del cinquantè aniversari de la fi de la guerra», on es va disculpar públicament per les atrocitats dels japonesos durant la Segona Guerra Mundial.